# Idun (Göttin)

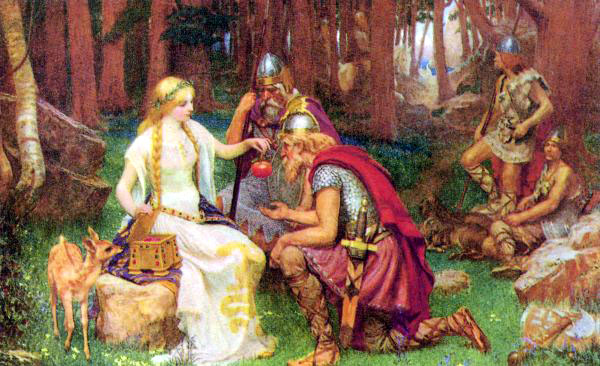
Idun und die Äpfel von J. Doyle Penrose (1890)

Idun oder auch lateinisch Iduna (altnordisch Iðunn „die Erneuernde, die Verjüngende“) ist in der nordischen Mythologie die Göttin der Jugend und der Unsterblichkeit. Sie ist die jüngste Tochter der älteren Kinder des Zwergs Ivaldi und die Gemahlin des göttlichen Sängers Bragi, der sie mit einem Lied für sich gewann. Idun ist die Hüterin der goldenen Äpfel, die den Göttern die ewige Jugend und damit auch die Unsterblichkeit verleihen. Als Hüterin der goldenen Äpfel ist ihr Baum der Apfelbaum.
Als Loki von dem Riesen Thiazi geraubt wurde, wollte dieser ihn nur freilassen, wenn er ihm Idun zusammen mit ihren goldenen Äpfeln ausliefere. Als das geschah, begannen die Götter sogleich zu altern und zwangen Loki, die Geraubte aus der Gewalt des Riesen zu befreien. Loki, in das Falkengewand Freyas gekleidet, verwandelte die Gefangene in eine Nuss und brachte sie nach Asgard zurück, verfolgt von dem Riesen in Gestalt eines Adlers, dem die Flüchtenden nur um Haaresbreite entkamen. Thiazi wurde von den Asen durch das Verbrennen seiner Flügel getötet.
Loki beschimpft Idun als mannstoll, da sie ihre weißen Arme um den Mörder ihres Bruders lege. Von diesem Mythos ist ansonsten nichts in der nordischen Mythologie überliefert. Der besagte Brudermörder kann nach unserem Verständnis nur ihr Gemahl Bragi sein.
Als sich das Ende der Welt durch bedrohliche Vorzeichen ankündigt, sinkt Iduna von der Weltesche Yggdrasil in die Unterwelt, wohin ihr Bragi folgt.
Die Göttin der goldenen Äpfel der Unsterblichkeit erinnert an den griechischen Mythos von den goldenen Äpfeln des Baums der Hesperiden und ist vielleicht auch aus der griechischen Sagenwelt entlehnt worden. Auch eine Entlehnung aus der Bibel (die Früchte vom Baum des Lebens im Garten Eden) ist denkbar. Die Mythe vom Raub der Idun durch einen Riesen hat einige Parallelen mit dem Verhältnis der Riesen zu Freya. Aus Irland ist eine keltische Sage überliefert, in der drei Brüder im Falkengewand die Wunderäpfel Hisbernas rauben. Sie werden dabei von den Töchtern eines Königs in Adlergestalt verfolgt und entkommen nur knapp. Auch hier scheint eine Entlehnung von den Hesperiden erfolgt zu sein. Demnach handelt es sich bei Idun nicht um eine originäre Göttin der germanischen Mythologie, sondern nur um eine spätnordische, dichterische Erfindung. Nach anderer Ansicht aber beweist nichts, dass sie nicht unter einem anderen Namen von alters her der germanischen Götterwelt angehörte.
Der Idun Peak in der Antarktis und der Asteroid (176) Iduna sind nach ihr benannt.